# Richard Sánchez Alcaraz
Ricardo Alcaraz (Mission Hills, California, Estados Unidos, 5 de abril de 1994) es un futbolista mexico/estadounidense, que juega como guardameta en el Memphis 901 de la USL Championship.
El jugador se forjó en la cantera del Atlético de Madrid de España, pero regresó a Estados Unidos a terminar sus estudios. Tiene doble nacionalidad (mexicana, estadounidense), ya que sus padres son mexicanos y nació en Estados Unidos.

## Trayectoria
Los inicios de Sánchez Alcaraz fueron en equipos juveniles de Estados Unidos desde los 10 años  sus servicios junto con su compatriota Carlos Plascencia, debido a visorias de agentes "cazatalentos" del equipo español en un torneo en el que participó Sánchez con la Selección Mexicana Sub-15.
Llegó al Atlético en octubre del 2008, donde jugó titular con el equipo un año mayor que él (1993), llegando a ganar la nike premier cup en España con una destacada actuación y jugando la nike mundial en Mánchester.
En junio del 2009 Sánchez regresa a Estados Unidos, más que nada porque sus padres querían que siguiera estudiando. Se instaló en la ciudad de Dallas, Texas y es así como se inscribe en la Academia de Desarrollo del FC Dallas, jugando en la categoría Sub-16 del equipo texano. En el mes de abril del 2010, disputa en Italia el 25° Torneo Gradisca con la Selección Mexicana Sub-17 quedando campeón. En enero del 2011 disputa el Torneo Universidad Católica de Chile, con la Selección Mexicana Sub-17, celebrado en Chile, quedando subcampeones y Sánchez fue nombrado como el mejor guardameta del torneo. El 31 de enero del 2011 se va a su primera concentración con la Selección Mexicana Sub-17 de cara al Mundial de Fútbol Sub-17 2011.
El 18 de febrero del 2011 se confirma su fichaje oficial con el FC Dallas para disputar la MLS en el 2011. Antes de firmar con el FC Dallas, tuvo varias ofertas de ir al fútbol mexicano, ya que en él se habían interesado el Cruz Azul (el equipo favorito de su papá) y el Club América, este último, el más interesado de los dos, también obtuvo varias invitaciones a la selección estadounidense, pero Sánchez las rechazó. Sánchez se incorporó al FC Dallas en Orlando, Florida para la pretemporada de su equipo, pero el 6 de marzo del 2011 se marchó a México para la concentración con la Selección Mexicana Sub-17.

### Sporting Kansas City
Tras su salida del Chicago Fire al término de la temporada 2019, el portero mexicano fichó por el Sporting Kansas City el 26 de noviembre de 2019, mediante el Draft de reingreso.

## Selección nacional

### Participaciones en Copas del Mundo
| Partidos            | Partidos        | Partidos         | Partidos              | Partidos                                                                           |
| Fecha               | Rival           | Sede             | Estadio               | Resultado                                                                          |
| ------------------- | --------------- | ---------------- | --------------------- | ---------------------------------------------------------------------------------- |
| 18 de junio de 2011 | Corea del Norte | Morelia          | Estadio Morelos       | México 3 - 1 Archivado el 22 de junio de 2011 en Wayback Machine. Corea del Norte  |
| 21 de junio de 2011 | Congo           | Morelia          | Estadio Morelos       | México 2 - 1 Archivado el 27 de junio de 2011 en Wayback Machine. Congo            |
| 24 de junio de 2011 | Países Bajos    | Monterrey        | Estadio Universitario | México 3 - 2 Archivado el 5 de septiembre de 2011 en Wayback Machine. Países Bajos |
| 30 de junio de 2011 | Panamá          | Pachuca          | Estadio Hidalgo       | México 2 - 0 Archivado el 5 de julio de 2011 en Wayback Machine. Panamá            |
| 4 de julio de 2011  | Francia         | Pachuca          | Estadio Hidalgo       | Francia 1 - 2 Archivado el 18 de abril de 2015 en Wayback Machine. México          |
| 7 de julio de 2011  | Alemania        | Torreón          | Nuevo Estadio Corona  | Alemania 2 - 3 México                                                              |
| 10 de julio de 2011 | Uruguay         | Ciudad de México | Estadio Azteca        | Uruguay 0 - 2 México                                                               |

## Clubes
| Club                     | País           | Año           |
| ------------------------ | -------------- | ------------- |
| FC Dallas                | Estados Unidos | 2011-2014     |
| Fort Lauderdale Strikers | Estados Unidos | 2013          |
| Tigres UANL              | México         | 2014-2017     |
| FC Dallas                | Estados Unidos | 2014          |
| Tampico Madero           | México         | 2016-2017     |
| Chicago Fire             | Estados Unidos | 2017-2019     |
| Sporting Kansas City     | Estados Unidos | 2020          |
| Sporting Kansas City II  | Estados Unidos | 2020          |
| North Texas SC           | Estados Unidos | 2021          |
| LA Galaxy                | Estados Unidos | 2022          |
| LA Galaxy II             | Estados Unidos | 2022          |
| Hartford Athletic        | Estados Unidos | 2023          |
| Memphis 901              | Estados Unidos | 2023-Presente |

## Palmarés
| Título                        | Equipo                    | Sede   | Año  |
| ----------------------------- | ------------------------- | ------ | ---- |
| Copa Mundial de Fútbol Sub-17 | Selección Mexicana Sub-17 | México | 2011 |